# Протоплазма
Протоплазма је живи део свих биљних, животњиских и других ћелија.
Сви организми, и биљни и животињски, састоје се од ћелија. Могу да имају милионе ћелија, као људи, или само једну, као праживотиње. Али било да је то организам кита, човека или руже, у сваком од њих зидови ћелија обавијају исту животну супстанцу, протоплазму. Протоплазма се у свакој ћелији састоји углавном од два дела. Један је чвршћи, средишњи део, звани једро, а други је мекши, течнији део звани цитоплазма.
Сва протоплазма није иста. У ствари, сваки тип живог бића има своју врсту протоплазме. Иако је протоплазма различита, 99% протоплазме се састоји од угљеника, водоника, кисеоника и азота, с траговима многих других елемената. Још увек се не зна шта је то што протоплазму чини живом. Али знамо се да протоплазма обавља све оно што само жива бића могу да чине. Кад узмемо храну, она се прво вари или претвара у течност. Затим тако сварена храна мора да се упије и да постане део протоплазме. Овај процес се зове асимилација. Као резултат асимилације ствара се истрошена протоплазма. То је изванредно значајан процес, јер показује да протоплазма, од мртве материје ствара живу, а страну материју претвара у супстанцу сличну себи. Протоплазма такође прикупља и ослобађа сву енергију коју имају животиње и биљке.
Сва протоплазма као и тела сачињена од протоплазме имају периоде деловања и мировања. Протоплазма је осетљива на спољашње надражаје или ударе. Хемијска једињења је привлаче или одбијају. Под дејством електричне струје се различито понаша. Али многе ствари о протоплазми и њеном понашању још увек су за науку тајна.